# ヴェルヴィオ
ヴェルヴィオ（伊: Vervio）は、イタリア共和国ロンバルディア州ソンドリオ県にある、人口約200人の基礎自治体（コムーネ）。

## 地理

### 位置・広がり
ソンドリオ県東部のコムーネ。ティラーノから北東へ7km、ボルミオから南南西へ26km、県都ソンドリオから東北東へ30km、州都ミラノから北東へ120kmの距離にある。

#### 隣接コムーネ
隣接するコムーネは以下の通り。CH-GRはスイス・グラウビュンデン州所属を示す。
- ブルジオ（英語版） (CH-GR)
- グロソット
- ローヴェロ
- マッツォ・ディ・ヴァルテッリーナ
- セルニオ
- ティラーノ
- トーヴォ・ディ・サンターガタ

### 地勢・地形
- 河川：アッダ川

### 地震分類
イタリアの地震リスク階級 (it) では、3 に分類される
。

## 行政

### 山岳部共同体
広域行政組織である山岳部共同体「ヴァルテッリーナ・ディ・ティラーノ山岳部共同体」 (it:Comunità montana della Valtellina di Tirano) （事務所所在地: ティラーノ）を構成するコムーネの一つである。